# 부천부흥초등학교
부천부흥초등학교는 대한민국 경기도 부천시 원미구에 있는 공립 초등학교이다.

## 학교 연혁
- 1993년 5월 4일: 개교
- 2017년 3월 1일: 양득일 교장 부임

## 참고 자료
- 부천부흥초등학교 - 한국교육학술정보원 학교알리미